# Jokin Errasti
Jokin Errasti Aranbarri, conocido como Errasti (nacido en Azcoitia, Guipúzcoa, el 1 de junio de 1966) es un ex pelotari español profesional en la modalidad de mano.
Debutó como profesional en julio de 1985 en el frontón Zinema de Zarauz. 
Entre su palmarés se encuentran los siguientes trofeos:
- Campeón de Parejas en 1998.
- Campeón Manomanista de Segunda en 1991.
- Subcampeón del 4 y Medio en 1992.
- Subcampeón del Parejas en 2000.

Posteriormente ha seguido ligado a la pelota como comentarista en los partidos televisados por ETB y diferentes canales pertenecientes a Atresmedia.

## Finales de mano parejas
| Año     | Campeones            | Subcampeones     | Tanteo | Frontón   |
| ------- | -------------------- | ---------------- | ------ | --------- |
| 1997-98 | Unanue - Errasti     | Etxaniz - Elkoro | 22-21  | Atano III |
| 2000    | Titin III - Lasa III | Unanue - Errasti | 22-19  | Ogueta    |

## Finales Cuatro y Medio
| Año  | Campeón | Subcampeón | Tanteo | Frontón  |
| ---- | ------- | ---------- | ------ | -------- |
| 1992 | Eugi    | Errasti    | 22-12  | Astelena |

## Finales del manomanista de 2ª categoría
| Año  | Campeón   | Subcampeón | Tanteo | Frontón |
| ---- | --------- | ---------- | ------ | ------- |
| 1987 | Urra      | Errasti    | 22-16  | Anoeta  |
| 1990 | Soroa III | Errasti    | 22-17  | Anoeta  |
| 1991 | Errasti   | Muntion    | 22-08  | Anoeta  |

- Datos: Q9012516